# Kalînove
Kalînove (în ucraineană Калинове) este o așezare de tip urban din raionul Popasna, regiunea Luhansk, Ucraina. În afara localității principale, mai cuprinde și satele Kalînove-Borșciuvate și Novooleksandrivka.

## Demografie
Componența lingvistică a așezării de tip urban Kalînove
     Ucraineană (80,99%)
     Rusă (18,49%)
     Alte limbi (0,24%)
Conform recensământului din 2001, majoritatea populației așezării de tip urban Kalînove era vorbitoare de ucraineană (80,99%), existând în minoritate și vorbitori de rusă (18,49%).